# Coupe d'Italie de football 1986-1987
Navigation
Coupe d'Italie 1985-1986 Coupe d'Italie 1987-1988
La Coupe d'Italie de football 1986-1987, est la 40e édition de la Coupe d'Italie.
Au premier tour les quarante-huit participants sont répartis dans huit groupes dont les deux premiers se qualifient pour les huitièmes de finale. La finale se joue sur deux matches.

## Résultats

### Quarts de finale
Les matchs des quarts de finale se déroulent le 29 avril et le 6 mai 1987. En cas d'égalité la règle du but à l'extérieur est appliquée sinon il y a une séance de tirs au but.
| Équipe           | Aller | Total           | Retour | Équipe      |
| ---------------- | ----- | --------------- | ------ | ----------- |
| Cremonese        | 1 - 1 | 2 - 2 (tab 3-5) | 1 - 1  | Inter Milan |
| Cagliari Calcio  | 1 - 1 | 3 - 3           | 2 - 2  | Juventus    |
| Atalanta Bergame | 1 - 0 | 1 - 0           | 0 - 0  | Parme       |
| Napoli           | 3 - 0 | 7 - 2           | 4 - 2  | Bologne     |

### Demi-finales
Les matchs des demi-finales se déroulent le 27 mai et le 3 juin 1987.
| Équipe           | Aller | Total | Retour | Équipe    |
| ---------------- | ----- | ----- | ------ | --------- |
| Atalanta Bergame | 2 - 0 | 2 - 0 | 0 - 0  | Cremonese |
| Cagliari Calcio  | 0 - 1 | 1 - 5 | 1 - 4  | Napoli    |

### Finale
| Finale aller | Napoli | 3 - 0   | Atalanta Bergame | stade San Paolo, Naples      |                              |
| 7 juin 1987  |        | (0 - 0) |                  | Arbitrage : Giancarlo Redini | Arbitrage : Giancarlo Redini |

---
| Finale retour | Atalanta Bergame | 0 - 1   | Napoli | stade communal, Bergame  |                          |
| 13 juin 1987  |                  | (0 - 0) |        | Arbitrage : Carlo Longhi | Arbitrage : Carlo Longhi |

Le Napoli remporte sa troisième coupe d'Italie et réalise également le doublé coupe-championnat.